# Jiří Mareš (calciatore 1897)
Jiří Mareš (17 settembre 1897 – 1934) è stato un calciatore cecoslovacco, di ruolo attaccante.

## Carriera

### Nazionale
Il 13 giugno 1926 esordisce in Nazionale giocando contro la Svezia (2-2).